# ایلیمپیا
ایلیمپیا (روسی: Илимпея) یک رودخانه در سرزمین کراسنویارسک کشور روسیه است.